# Oecomys franciscorum
Oecomys franciscorum — вид ссавців гризунів родини Cricetidae. Мешкає в Аргентині і, можливо, в Парагваї та Бразилії. Голотип мав загальну довжину 311 мм, хвіст 172 мм, лапи 30 мм, вуха 22 мм і вагу 60 г. Вид був названий на честь лікаря Франциско Мальдонадо да Сілва і Папи Франциска.